# أنتوني كازيميرز أوبنهايم
أنتوني كازيميرز أوبنهايم (بالألمانية: Antoni Kazimierz Oppenheim) (و. 1915 – 1992 م) هو فيزيائي، وأستاذ جامعي من الولايات المتحدة الأمريكية . ولد في وارسو .